# Simon Zangerl
Simon Zangerl (* 28. Jänner 1990 in Zams) ist ein österreichischer Fußballspieler.

## Karriere
Der gebürtige Tiroler begann seine Karriere beim SV Landeck in der gleichnamigen Gemeinde. Ab 2005 spielte er im BNZ Tirol. Ab der Saison 2008/09 war er für die Amateurmannschaft des FC Wacker Innsbruck aktiv. Sein Debüt feierte er gegen den SC Kundl am 23. August 2008. Mit den Amateuren gelang ihm der Aufstieg in die Regionalliga West. Zangerl steuerte dabei 13 Tore bei. Des Weiteren stand er im Juni 2009 im Finale des TFV-Cups, welches jedoch mit 1:2 gegen den SC Schwaz verloren wurde. Nach anderthalb Jahren für die Innsbrucker in der Regionalliga, wo er in 35 Einsätzen 10 Tore erzielte, wechselte er im Winter 2011 ligaintern zur WSG Wattens. Simon Zangerl wurde schnell Stammspieler bei den Wattenern. 2011/12 wurde er mit 23 Toren Torschützenkönig und mit dem Verein Meister. In der Relegation gegen den SV Horn unterlag der Verein jedoch deutlich mit 1:5 bzw. 0:4. Zwei Saisonen später wurde er erneut, mit 29 Toren, der beste Torschütze der Liga.
Zur Saison 2014/15 wechselte er zurück zum FC Wacker Innsbruck in die Erste Liga. Dort konnte er sich jedoch nicht durchsetzen (Ein Tor in 18 Spielen). Zangerl wechselte nach einer Saison zurück zur WSG Wattens. Dort konnte er im Herbst in elf aufeinanderfolgenden Spielen treffen und in 15 Spielen 19 Treffer erzielen.
Zur Saison 2016/17 wechselte er nach Spanien zum Drittligisten Atlético Baleares. Nach einer Saison in Spanien kehrte er zur Saison 2017/18 nach Österreich zurück, wo er sich ein drittes Mal der inzwischen zweitklassig spielenden WSG Wattens anschloss. Zur Saison 2018/19 wechselte er zum sechstklassigen SV Landeck.